# بعاث
بُعاث نام محلی در جنوب شرقی مدینه است که شهرت آن بدلیل جنگی است که پیش از اسلام میان دو قبیله مهم یثرب یعنی اوس و خزرج در آن محل روی داده است . برخی معتقدند که جنگ بعاث و تبعات آن که اهل یثرب را به ستوه آورده بود، زمینه‌های روانی لازم برای هجرت محمد به یثرب را فراهم آورده است.